# 723 TCN
730 TCN là một năm trong lịch La Mã.